# Дворец культуры имени Т. Г. Шевченко (Мелитополь)

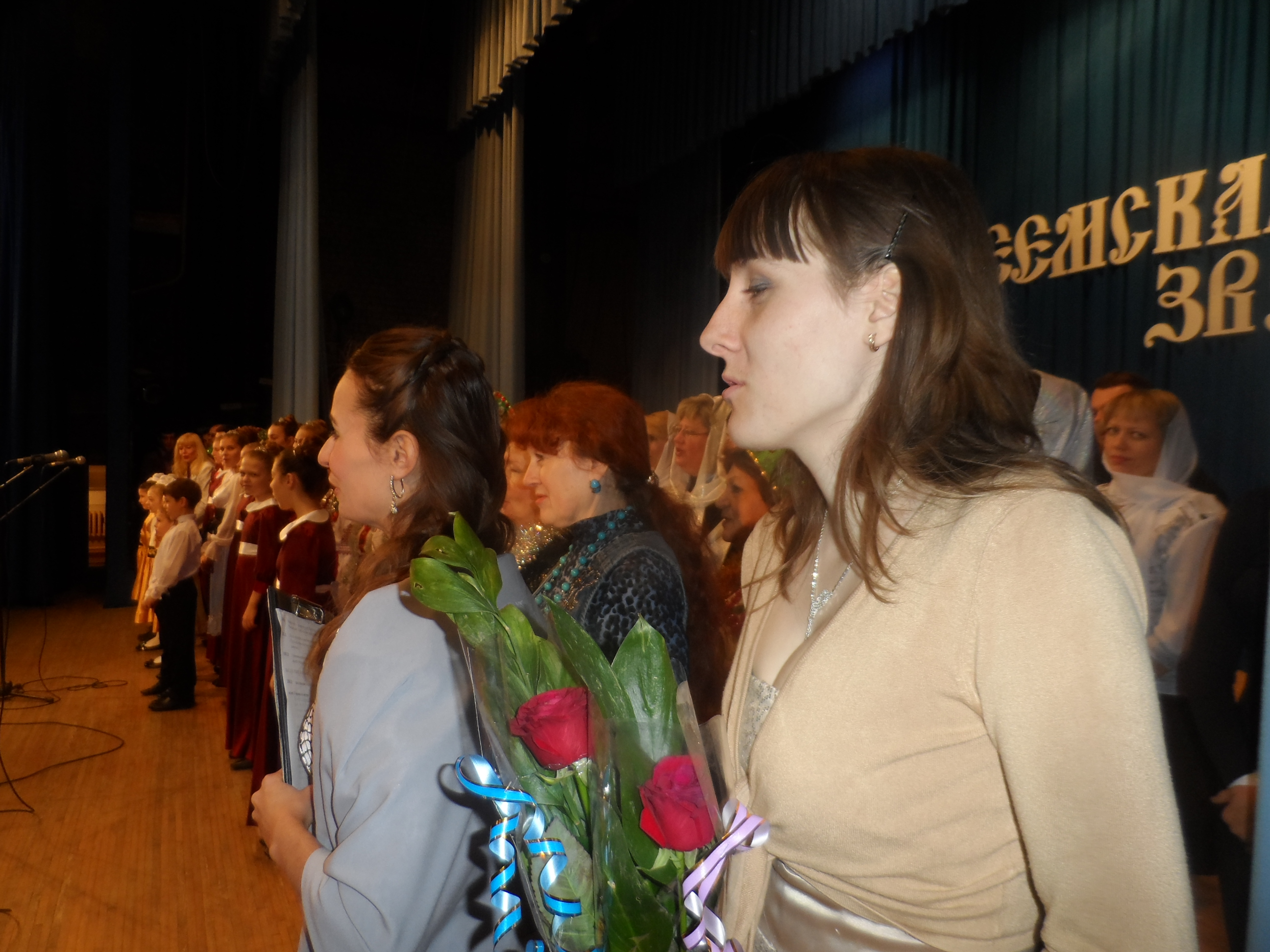
Артисты ДК

Дворец культуры имени Т. Г. Шевченко (укр. Палац культури імені Т. Г. Шевченка) — крупнейший дворец культуры Мелитополя, центр культурно-массовой и просветительской работы. Располагается по адресу пл. Победы, 4. Дворец культуры возник в 1948 году и первоначально располагался в здании, которое позже стало домом культуры «Октябрь». Современное здание дворца культуры было построено в 1965 году.
После объявления Россией аннексии Запорожской области — официальная резиденция главы оккупационной военно-гражданской администрации.

## История
Дом культуры имени Т. Г. Шевченко возник в Мелитополе в 1948 году, в здании на углу улиц Карла Маркса и Свердлова, которое до революции было зимним театром Стамболи, а в годы застоя стало домом культуры «Октябрь». Драматический театр имени Т. Г. Шевченко, работавший в этом здании до 1948 года, был ликвидирован, а здание передано дому культуры. При ДК работали драмкружок, ансамбль народного танца, духовой оркестр, кружок хорового и сольного пения.
В начале 1965 года было принято решение построить новое здание ДК. Место было выбрано на площади Победы, где до этого располагалось еврейское кладбище. Строительство велось по типовому проекту, и к концу 1965 года дворец культуры переехал в новое здание. Среди первых коллективов, начавших работу в новом здании ДК, были театральная студия Лины Баляской, цирковая студия Николая Златьева и хоровая капелла Леонида Шермейстера.

## Современность

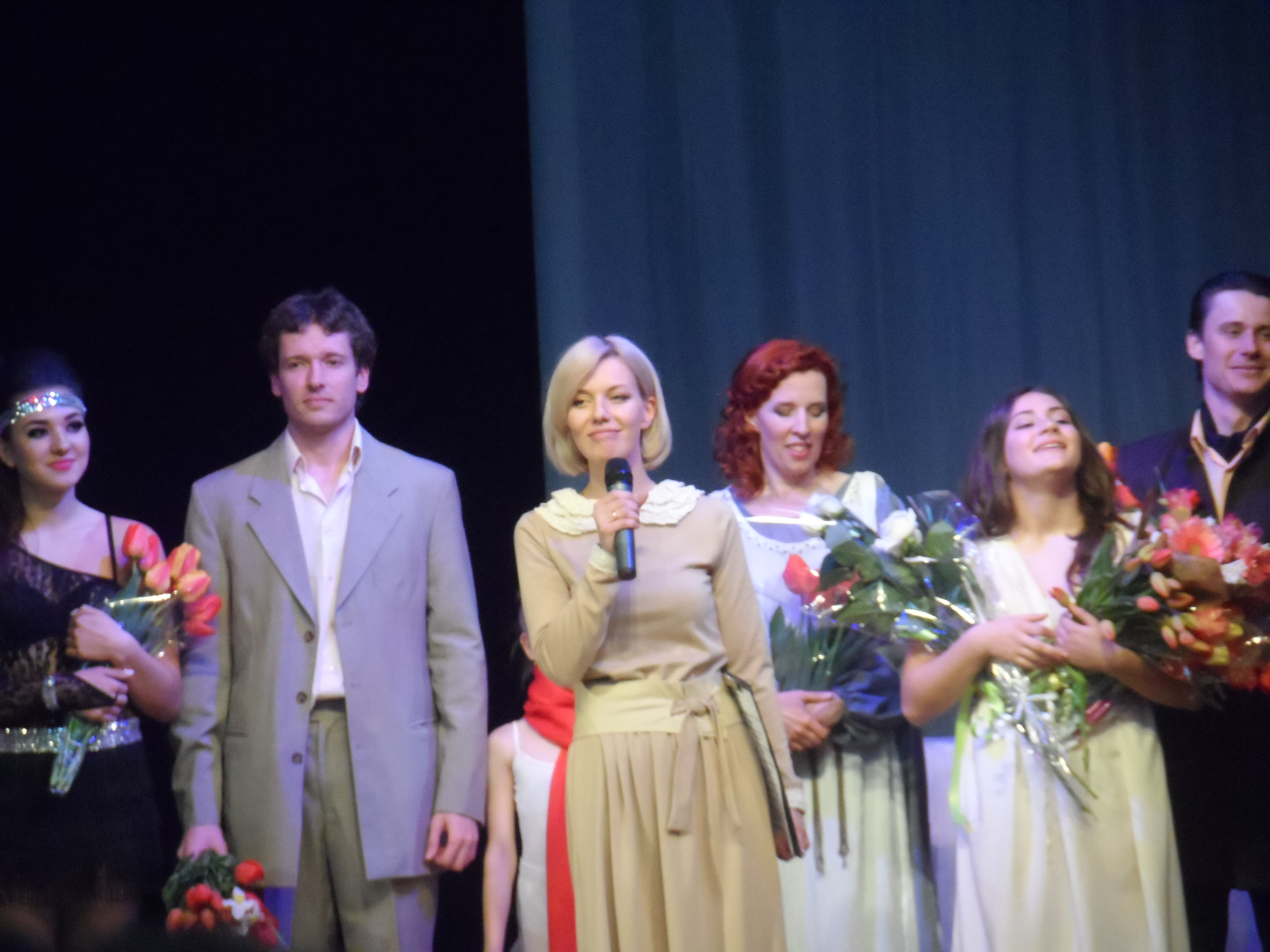
Спектакль «Настоящая исповедь» в память о легендарной американской танцовщице Айседоре Дункан

В концертном зале дворца культуры 750 мест, это самый большой зал в городе. В разные годы нём выступали Пугачева, Ротару, Кобзон, Розенбаум, Высоцкий.

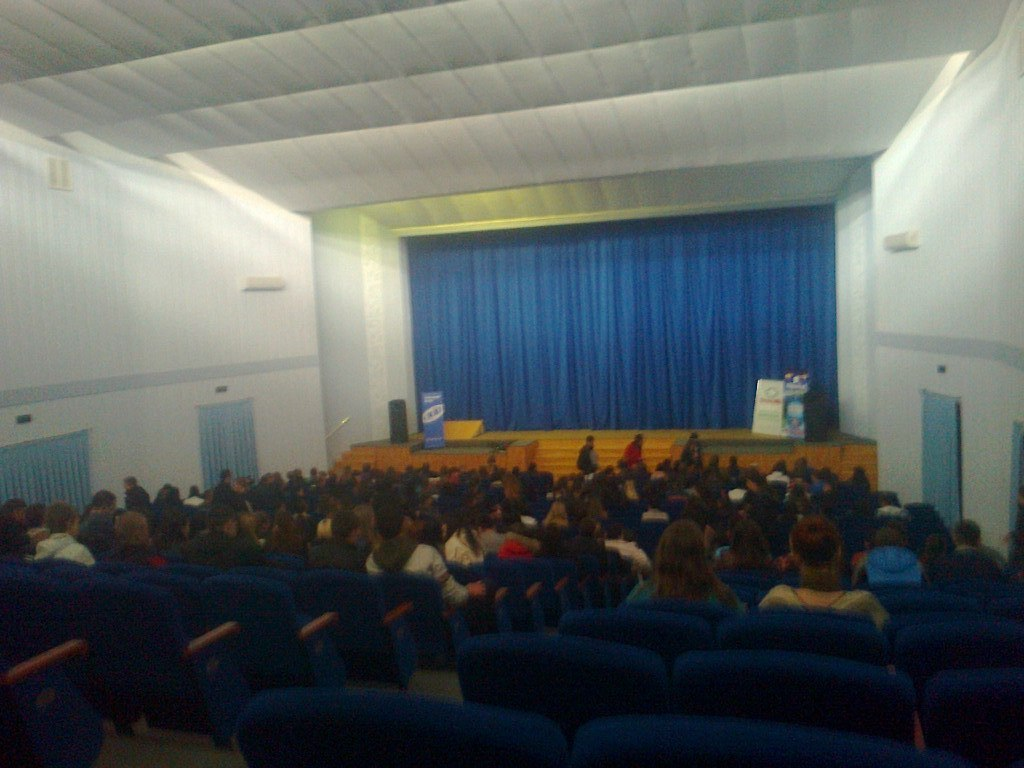
Сцена

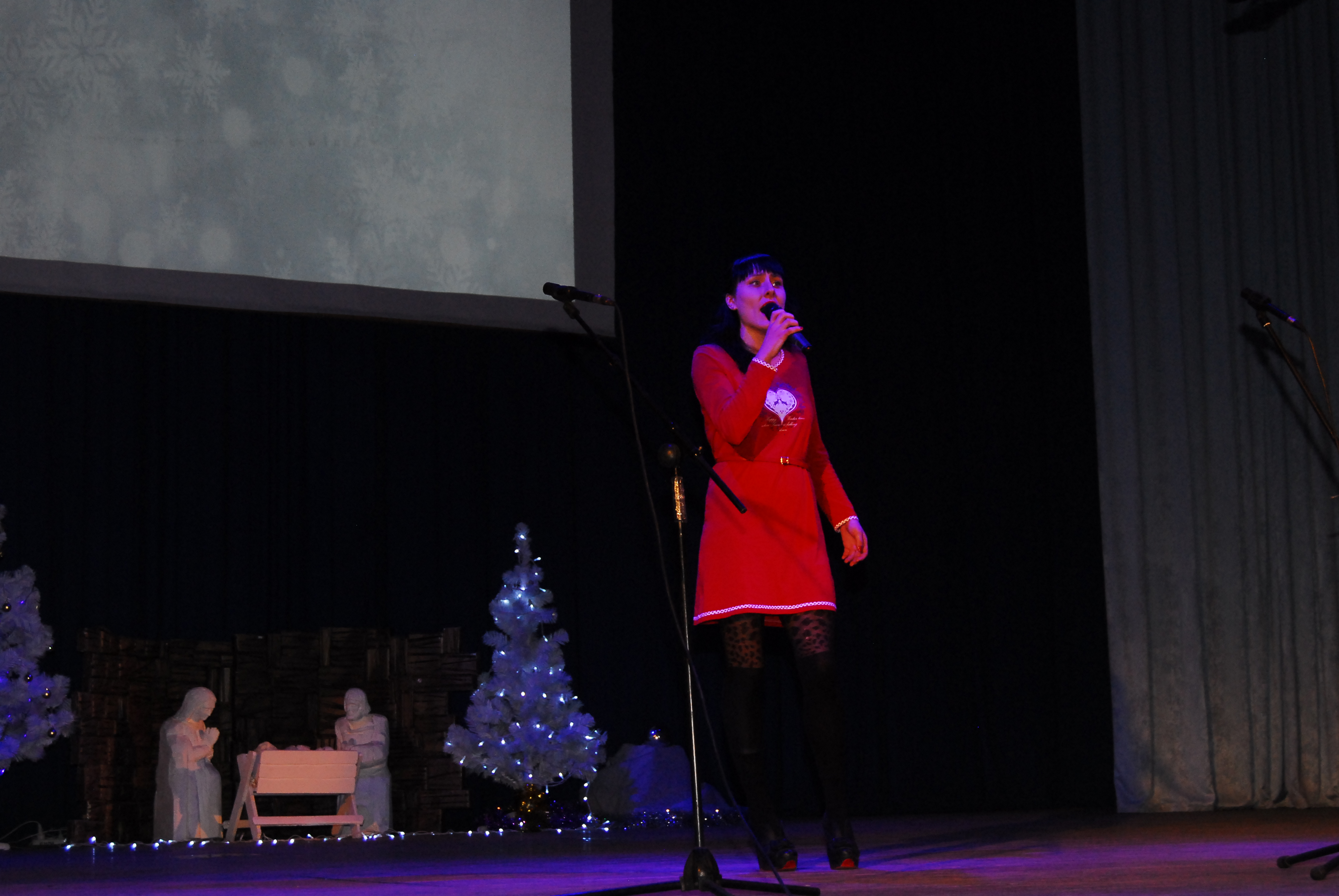
Фестиваль Вифлеемская звезда

Во дворце культуры работают 22 творческих коллектива, 13 из которых носят звания народных и образцовых. В их числе:
- Народный ансамбль спортивного бального танца «Радуга» (рук. Станислав и Светлана Романцовы). 8-кратный чемпион Украины по классическому формейшену, чемпион мира по классу «формейшн» (2011)[4]. Работает с 1971 года[5].
- Народный хор «Фронтовичка» (рук. Юлия Чабанова). Работает с 1980 года. В хоре поют женщины-ветераны войны и труда, в том числе 9 участниц боевых действий (2010).[6]
- Народный ансамбль бандуристов «Джерела»[4].
- Театр драмы и комедии «Время»[4] (рук. Борис Туменко).
- Театр-студия «Колесо»[4].
- Народный цирк «Пламя молодости».
- Театр кукол «Алые паруса» (рук. Татьяна Вдовеченко и Анна Кауфман[7]). Был организован Николаем Крапивкой в 1974 году.[8]

В феврале 2018 года появится новый кинозал.

## Интересные факты
- По воспоминаниям Николая Тамразова, который вёл концерт Высоцкого в ДК Шевченко, в зал на 1000 мест было продано 2000 билетов, так что зрители едва могли пошевелиться[10].
- Десятиметровый фикус в холле ДК был посажен в 1966 году. Его приходится постоянно обрезать, чтобы он не упёрся в потолок и не выдавил стёкла.[2]